# 2020年香港民主派總辭
2020年香港立法會民主派總辭，是2020年在香港發生的政治事件。

## 背景
踏入2020年代，香港在政治和公共衛生上遇到一連串的難題。
其中，2019冠狀病毒病疫情爆發，政府以此為由將立法會選舉延期至一年後（2021年）才舉行，於2019年因反修例運動事件持續，令香港政治環境受到衝擊，港區維護國家安全法、國歌條例通過引起極大爭議。美國對香港因此實施制裁行動回應。根據全國人大常委會就立法會主席第七屆喪失議員取消資格的問題決定通過後，四名泛民主派議員因此被取消資格，並引起泛民主派總辭，其後，2021年與資審會及選管會當然委員後，兩名等議員不符合資格，因不雍護《香港基本法》以及效忠特區，此會即時喪失第七屆議席資格，包括鄭松泰等。

## 取消民主派四名議員資格
2020年11月11日，第十三届全国人民代表大会常务委员会第二十三次会议审议通過《全国人民代表大会常务委员会关于香港特别行政区立法会议员资格问题的决定》，指「宣揚或者支持『港獨』主張、拒絕承認國家對香港擁有並行使主權、尋求外國或者境外勢力干預香港特別行政區事務，或者具有其他危害國家安全等行為」者經「依法認定」後喪失議員資格。香港政府隨即宣布取消梁繼昌、楊岳橋、郭榮鏗及郭家麒四人的議員資格，鄭松泰及陳沛然留任。

## 參與總辭的立法會議員

### DQ事件後決定辭職的議員
| 選區           | 政黨 | 政黨           | 議員名稱 |
| -------------- | ---- | -------------- | -------- |
| 香港島         |      | 民主黨         | 許智峯   |
| 九龍西         |      | 民主黨         | 黃碧雲   |
| 九龍西         |      | 香港本土       | 毛孟靜   |
| 九龍東         |      | 民主黨         | 胡志偉   |
| 九龍東         |      | 公民黨         | 譚文豪   |
| 新界西         |      | 民主黨         | 尹兆堅   |
| 新界東         |      | 民主黨         | 林卓廷   |
| 新界東         |      | 工黨           | 張超雄   |
| 區議會（第二） |      | 民主黨         | 涂謹申   |
| 區議會（第二） |      | 街坊工友服務處 | 梁耀忠   |
| 區議會（第二） |      | 民主黨         | 鄺俊宇   |
| 教育界         |      | 教協           | 葉建源   |
| 衛生服務界     |      | 專業議政       | 李國麟   |
| 社會福利界     |      | 社工復興運動   | 邵家臻   |
| 資訊科技界     |      | 公共專業聯盟   | 莫乃光   |

### DQ事件前決定辭職的議員
| 選區   | 政黨 | 政黨           | 議員名稱 |
| ------ | ---- | -------------- | -------- |
| 香港島 |      | 公民黨         | 陳淑莊   |
| 新界東 |      | 人民力量       | 陳志全   |
| 新界西 |      | 朱凱廸新西團隊 | 朱凱迪   |

### 四位被DQ的議員
| 選區   | 政黨 | 政黨         | 議員名稱 |
| ------ | ---- | ------------ | -------- |
| 新界西 |      | 公民黨       | 郭家麒   |
| 新界東 |      | 公民黨       | 楊岳橋   |
| 法律界 |      | 公民黨       | 郭榮鏗   |
| 會計界 |      | 公共專業聯盟 | 梁繼昌   |

## 泛民主派總辭
因應四名泛民主派議員被政府取消資格，其他泛民主派议员宣布集体辞职，以抗議全國人大常委會的決定，立法會在2020年11月12日表示，已收到其餘泛民主派的辭職信。